# Pistolet Schwarzlose Modell 1910
Pistolet Schwarzlose Modell 1910 – pistolet samopowtarzalny skonstruowany przez Andreasa Wilhelma Schwarzlose.
Pistolet przystosowany do 7,65 x 17 mm naboju pistoletowego Browning lub Colt Auto. Działa na zasadzie odrzutu zamka swobodnego, a zasilany jest z magazynka o pojemności 6 nabojów.